# Campeonato Soviético de Xadrez de 1945
O Campeonato Soviético de Xadrez de 1945 foi a 14ª edição do Campeonato de xadrez da União Soviética, realizado em Moscou, de 1º de junho a 3 de julho de 1945. A competição foi vencida por Mikhail Botvinnik. 

## Classificação e resultados
| N° | Jogador                     | 1 | 2 | 3 | 4 | 5 | 6 | 7 | 8 | 9 | 10 | 11 | 12 | 13 | 14 | 15 | 16 | 17 | 18 | Total |
| -- | --------------------------- | - | - | - | - | - | - | - | - | - | -- | -- | -- | -- | -- | -- | -- | -- | -- | ----- |
| 1  | Mikhail Botvinnik           | - | 1 | ½ | ½ | 1 | 1 | 1 | ½ | 1 | 1  | 1  | ½  | 1  | 1  | 1  | 1  | 1  | 1  | 15    |
| 2  | Isaac Boleslavsky           | 0 | - | ½ | 1 | 1 | ½ | ½ | 0 | 1 | 1  | 1  | ½  | 1  | ½  | 1  | ½  | 1  | 1  | 12    |
| 3  | David Bronstein             | ½ | ½ | - | 0 | 0 | ½ | ½ | 0 | 1 | ½  | ½  | 1  | 0  | 1  | 1  | 1  | 1  | 1  | 10    |
| 4  | Alexander Kotov             | ½ | 0 | 1 | - | 1 | ½ | 0 | 1 | 0 | ½  | 1  | ½  | 0  | ½  | 1  | ½  | ½  | 1  | 9½    |
| 5  | Igor Bondarevsky            | 0 | 0 | 1 | 0 | - | ½ | ½ | 1 | ½ | ½  | ½  | ½  | 1  | ½  | 1  | ½  | 1  | ½  | 9½    |
| 6  | Alexander Konstantinopolsky | 0 | ½ | ½ | ½ | ½ | - | 0 | ½ | 0 | ½  | 1  | 1  | 1  | ½  | ½  | 1  | ½  | 1  | 9½    |
| 7  | Andor Lilienthal            | 0 | ½ | ½ | 1 | ½ | 1 | - | 1 | 0 | 0  | ½  | 0  | 1  | 1  | ½  | 1  | 0  | ½  | 9     |
| 8  | Viacheslav Ragozin          | ½ | 1 | 1 | 0 | 0 | ½ | 0 | - | 0 | ½  | 1  | 1  | 0  | 0  | 1  | ½  | 1  | 1  | 9     |
| 9  | Iosif Rudakovsky            | 0 | 0 | 0 | 1 | ½ | 1 | 1 | 1 | - | ½  | 0  | ½  | 1  | 0  | ½  | 0  | 1  | 1  | 9     |
| 10 | Vitaly Chekhover            | 0 | 0 | ½ | ½ | ½ | ½ | 1 | ½ | ½ | -  | 1  | ½  | 0  | ½  | 1  | ½  | 1  | 0  | 8½    |
| 11 | Vassily Smyslov             | 0 | 0 | ½ | 0 | ½ | 0 | ½ | 0 | 1 | 0  | -  | ½  | 1  | ½  | 1  | 1  | 1  | 1  | 8½    |
| 12 | Vladimir Alatortsev         | ½ | ½ | 0 | ½ | ½ | 0 | 1 | 0 | ½ | ½  | ½  | -  | 1  | 0  | 0  | 1  | ½  | ½  | 7½    |
| 13 | Alexander Tolush            | 0 | 0 | 1 | 1 | 0 | 0 | 0 | 1 | 0 | 1  | 0  | 0  | -  | 1  | ½  | 1  | 0  | 1  | 7½    |
| 14 | Alexander Koblencs          | 0 | ½ | 0 | ½ | ½ | ½ | 0 | 1 | 1 | ½  | ½  | 1  | 0  | -  | 0  | ½  | ½  | 0  | 7     |
| 15 | Peter Romanovsky            | 0 | 0 | 0 | 0 | 0 | ½ | ½ | 0 | ½ | 0  | 0  | 1  | ½  | 1  | -  | 1  | 1  | ½  | 6½    |
| 16 | Boris Ratner                | 0 | ½ | 0 | ½ | ½ | 0 | 0 | ½ | 1 | ½  | 0  | 0  | 0  | ½  | 0  | -  | 1  | 1  | 6     |
| 17 | Ilya Kan                    | 0 | 0 | 0 | ½ | 0 | ½ | 1 | 0 | 0 | 0  | 0  | ½  | 1  | ½  | 0  | 0  | -  | 1  | 5     |
| 18 | Grigory Goldberg            | 0 | 0 | 0 | 0 | ½ | 0 | ½ | 0 | 0 | 1  | 0  | ½  | 0  | 1  | ½  | 0  | 0  | -  | 4     |